# Montmain (Senna Marittima)
Montmain è un comune francese di 1 393 abitanti situato nel dipartimento della Senna Marittima nella regione della Normandia.

## Società

### Evoluzione demografica
Abitanti censiti